# Сантьяго-де-лос-Трейнта-Кабальерос
Сантья́го-де-лос-Кабалье́рос, Сантья́го-де-лос-Тре́йнта-Кабалье́рос (исп. Santiago de los Caballeros, исп. Santiago de los Treinta Caballeros) — город в Доминиканской Республике, административный центр провинции Сантьяго.
Население — 535 362 жителей (2007), агломерации — более 1 млн. Это второй по численности населения город в стране.
Город был основан в 1494 году на реке Яке-дель-Норте. Это одно из первых поселений испанцев не на берегу моря. Первоначально населённый пункт был назван Хакагуа, но он был разрушен землетрясением в 1506 году. В 1562 году другое землетрясение также нанесло ущерб городу.
Основу экономики составляют предприятия пищевой и химической промышленности, в провинции — сельское хозяйство (табак, кофе, какао, рис, животноводство). В городе существуют университеты. Сантьяго-де-лос-Кабальерос — крупный транспортный (автомобильный) узел. Со времён освоения испанцами здесь сохранились дворцы, соборы, музеи, форт Сан-Луис, представляющие интерес для туристов.
Планируется строительство метрополитена en:Santiago light rail.

## Изображения

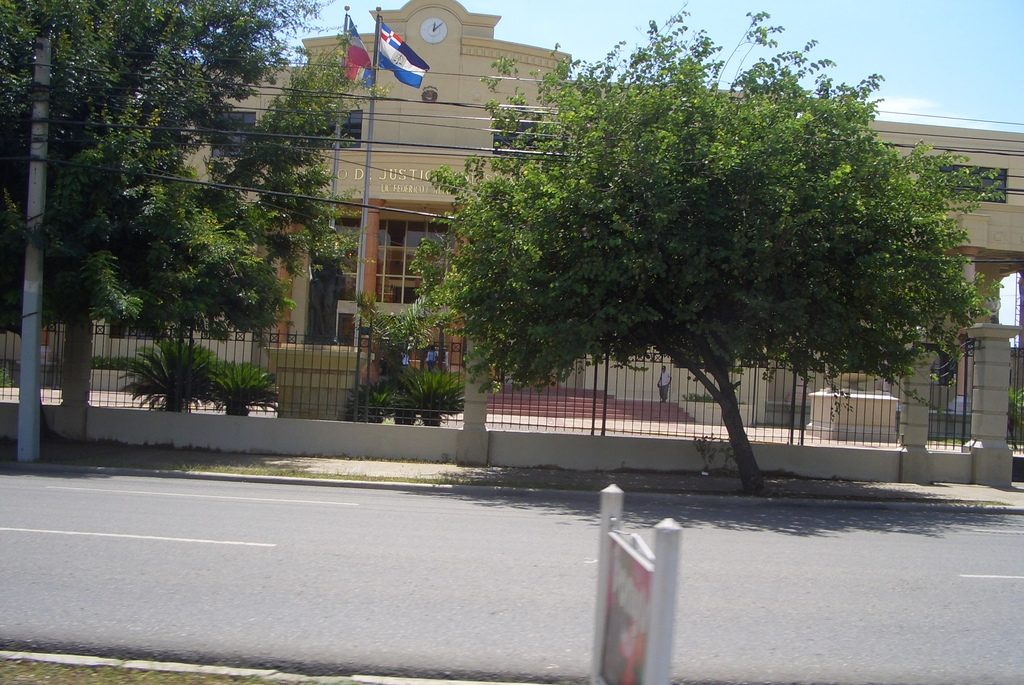
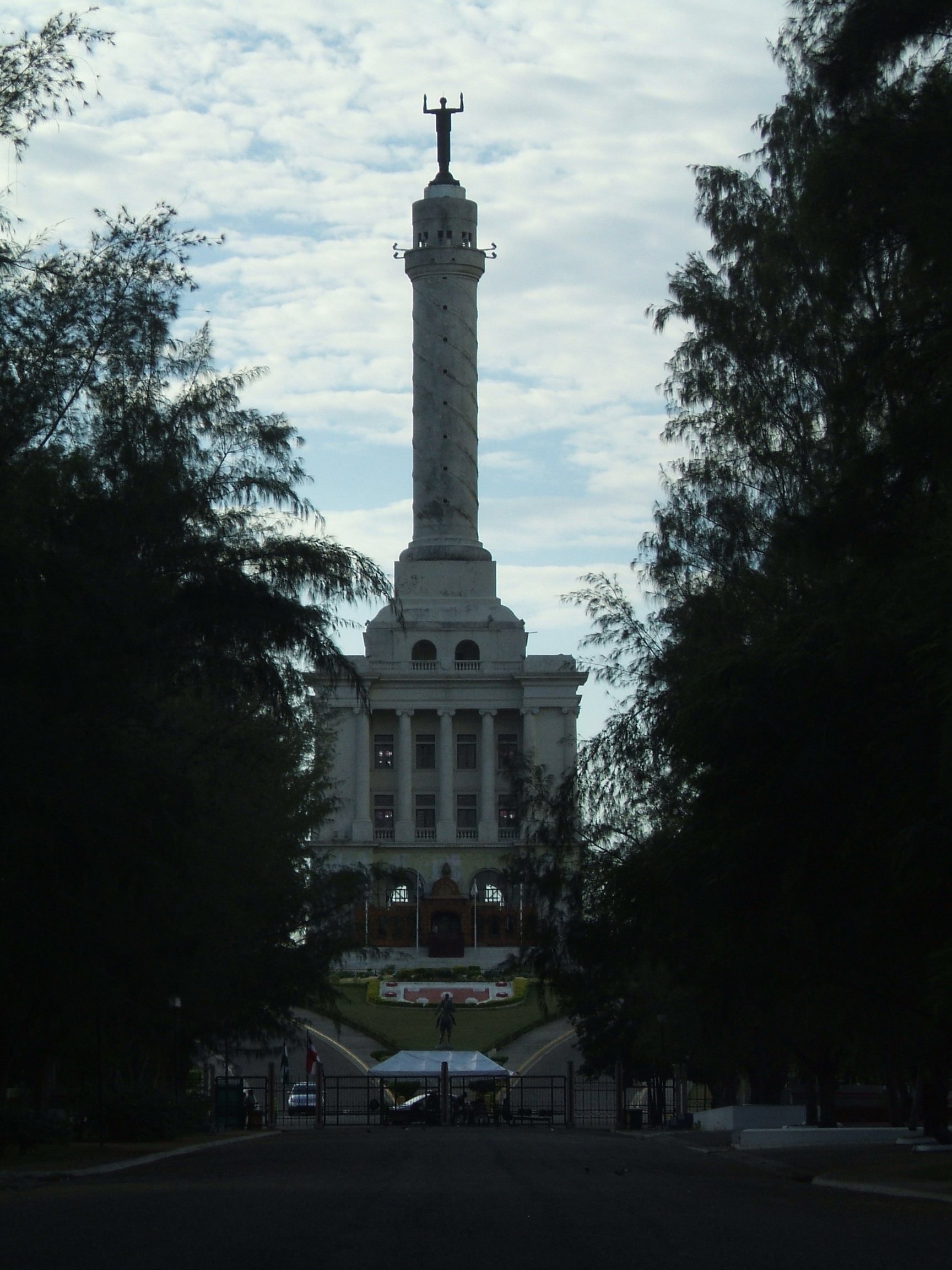
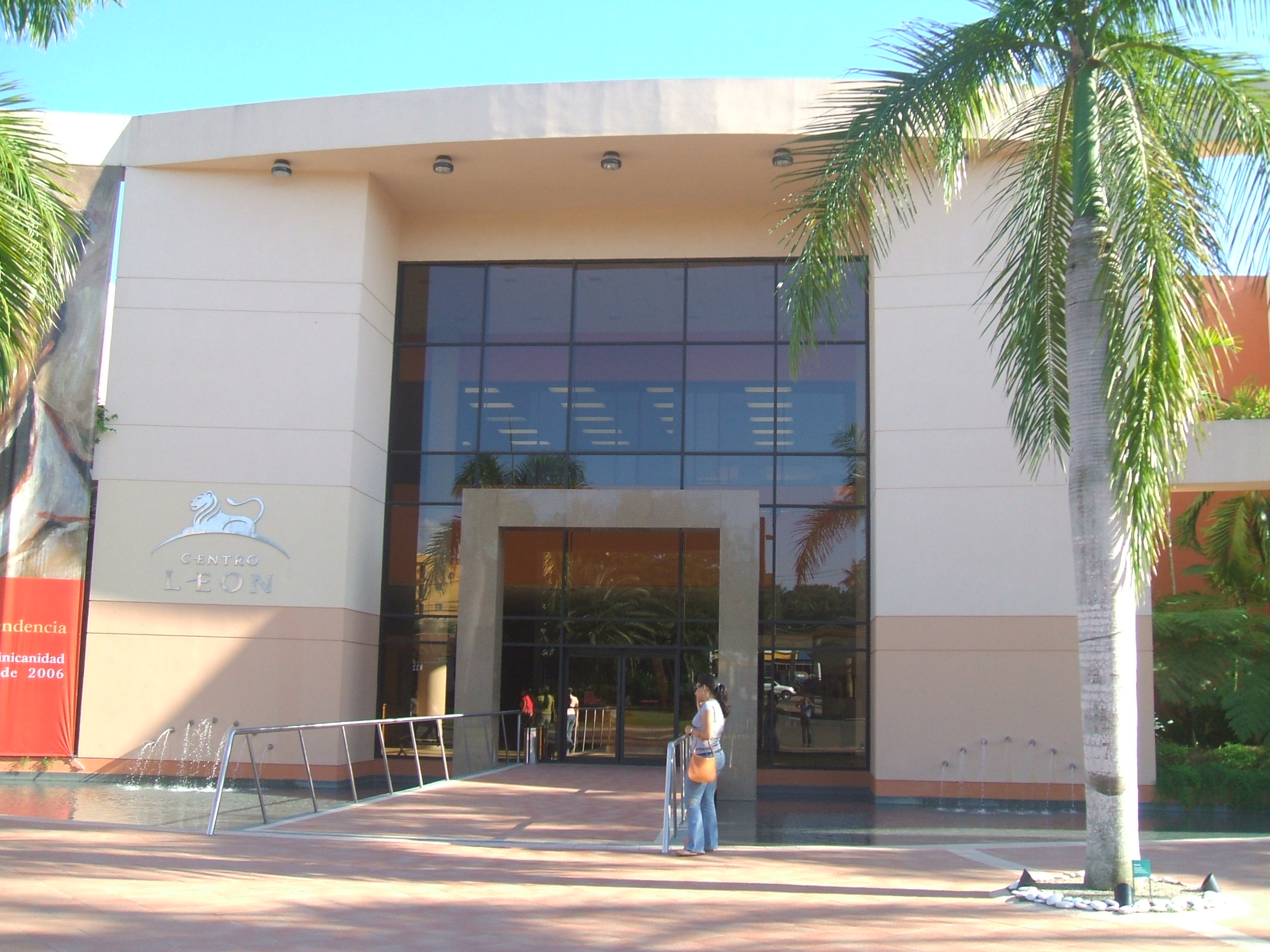
Культурный центр Леона Хименеса